# Moritz Rittinghausen
Moritz Rittinghausen, né le 10 novembre 1814 à Hückeswagen (Rhénanie) et mort le 29 décembre 1890 à Ath (Belgique), est un journaliste, essayiste et homme politique prussien, théoricien de la démocratie directe.

## Biographie

### Premiers engagements (avant 1848)
La grand-mère de Moritz Rittinghausen, d'origine française, est une descendante de la Maison de Blois. Son père, actuaire, et son grand-père ont été bourgmestres d'Hückeswagen, dans le Grand-duché de Berg.
Journaliste converti aux idées socialistes dans les années 1840, Moritz Rittinghausen collabore avant la Révolution de mars aux Kölnischen Zeitung, Aachener Zeitung, et Trierer Zeitung ainsi qu'à la Gewerbeblatt de Cologne. Partisan du protectionnisme, il défend ce système face à une majorité acquise au principe du libre-échange à l'occasion du congrès des économistes à Bruxelles en septembre 1847.

### De la Révolution de Mars à l'exil (1848-1858)
Entre 1848 et 1849, Rittinghausen est l'un des rédacteurs de la Neue Rheinische Zeitung de Karl Marx puis de la Westdeutsche Zeitung d'Hermann Becker.
Député de Cologne (Rhénanie prussienne) au pré-parlement de Francfort, il s'exile en France puis en Belgique lors de la réaction contre-révolutionnaire.
En septembre 1850, il fait publier dans un hebdomadaire fouriériste français, La Démocratie pacifique, une série de trois articles sur « La législation directe par le peuple, ou la véritable démocratie », qui constitue la première présentation théorique de la démocratie directe depuis les écrits de Jean-Jacques Rousseau. Sa critique de la démocratie représentative doit beaucoup à la déception de Rittinghausen face à l'impuissance des assemblées élues en 1848, qui ont été incapables de satisfaire les revendications populaires.
Adoptées avec enthousiasme par le fondateur du journal, Victor Considerant, puis par Renouvier et les autres auteurs d'un projet d’Organisation communale et centrale de la République, les idées de Rittinghausen sont cependant sèchement critiquées par Louis Blanc, au nom du parlementarisme et par rejet du fédéralisme qu'elles impliquent, et par Proudhon au nom de l'anarchie. Elles inspireront en revanche Karl Bürkli (de) à Zurich et seront acceptées en 1868 par Johann Jacoby.

### Rôle dans l'organisation des socialistes (1858-1875)

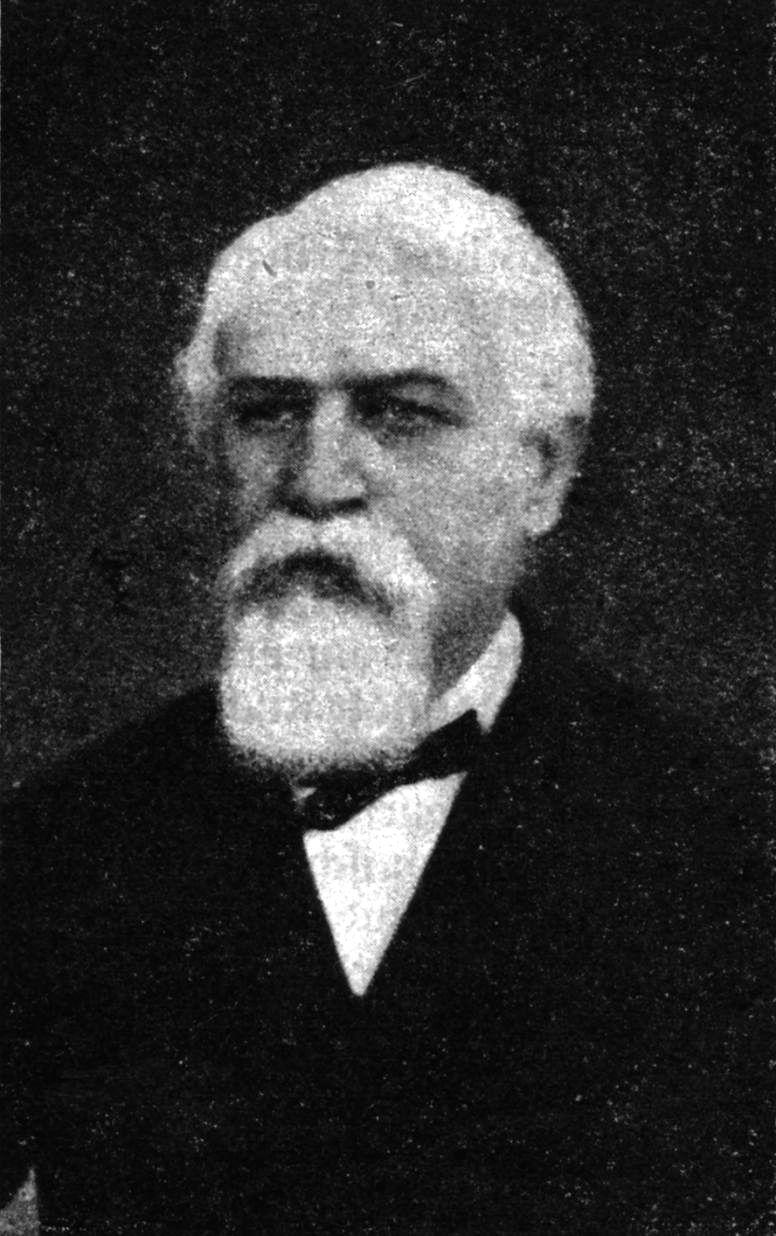
Portrait photographique de Rittinghausen.

De retour à Cologne en 1858, à la faveur de la « Nouvelle ère », Rittinghausen se présente sans succès aux élections législatives de 1867 dans la Confédération de l'Allemagne du Nord avec le soutien des « lassaliens » de l'Association générale des travailleurs allemands (ADAV).
En 1869, Rittinghausen participe au congrès fondateur du Parti ouvrier social-démocrate (SDAP) à Eisenach, où il fait adopter la revendication « du droit de législation directe par le peuple ». Il appartient également à la délégation du SDAP aux congrès de l'Association internationale des travailleurs à Bâle en 1869 et à La Haye en 1872. Lors du congrès de Bâle, Bakounine critique la volonté, manifestée par Rittinghausen, d'ajouter à l'ordre du jour la question politique de la démocratie directe et de placer celle-ci au dessus des questions économiques et sociales. Ces dernières donnent notamment lieu à un débat sur la propriété, au cours duquel Rittinghausen se prononce en faveur de la propriété collective en se basant sur les travaux de Savigny.
En 1875, le SDAP fusionne avec l'ADAV pour former le Parti socialiste ouvrier (SAP), auquel Rittinghausen appartiendra jusqu'en 1884.

### Mandats parlementaires et mise en retrait (1877-1884)
Lors des élections de 1877, Rittinghausen se présente avec l'investiture du SAP dans la 3e circonscription de Düsseldorf, qui correspond à la ville industrielle de Solingen. Il y est élu député au second tour, face au libéral-national Jung, après avoir bénéficié du report des voix des catholiques du Zentrum.
Battu en juillet 1878 par le libéral-national Melbeck (de), il subit une perquisition à son domicile en novembre, après le vote des lois antisocialistes. Il récupère finalement son siège à la faveur du scrutin de 1881.
À l'occasion de ses mandats au Reichstag, il prend notamment la parole pour demander la cession gratuite des fortifications de Cologne aux autorités municipales de cette ville en pleine expansion et pour défendre les droits des minorités polonaises.
Rittinghausen entre en désaccord avec le groupe socialiste au sujet du mandat impératif, imposé aux parlementaires du parti par le congrès de Copenhague en 1883. Privé par conséquent de l'investiture du SAP, donnée au tanneur Georg Schumacher (de), il est battu par ce dernier lors des élections législatives de 1884.
Retiré de la vie politique après cet échec, Rittinghausen meurt lors d'un voyage en Belgique en 1890.